# Contos Novos
Contos Novos é um livro póstumo do autor modernista brasileiro Mário de Andrade, publicado em 1947. Consiste em 9 narrativas curtas escritas durante toda a sua vida, porém com maior depuração estilística de sua maturidade artística.
Contos Novos tem sido colocado, há décadas, entre muitos outros livros importantes da literatura brasileira como leituras obrigatórias para os vestibulares das principais universidades públicas brasileiras.
Entre as narrativas mais famosas do livro estão "Peru de Natal" e "Frederico Paciência". O conto "Primeiro de Maio", um dos mais explicitamente políticos, também é considerado antológico.

## Escrita
As 9 narrativas do livro póstumo foram escritas durante toda a vida de Mário de Andrade. Em carta a Alphonsus de Guimaraens Filho, Mário já revelava seu esforço em torno da escritura do conto literário:
"[...] Eu também me gabo de levar de 1927 a 42 pra achar o conto, e completá-lo em seus elementos. [...]"

## Gênero
As narrativas privilegiam tanto o fluxo de pensamento das personagens quanto os fatos exteriores, e possuem estrutura modernista das principais correntes ficcionistas da literatura brasileira nas décadas de 1930 e 1940.

## Contexto
As narrativas (bem como o contexto em que foram escritas) passam-se sobretudo na metrópole de São Paulo e também no interior do estado paulista nas décadas de 1920 a 1940 no Brasil, ou seja, num processo acelerado de urbanização e industrialização de São Paulo (do ambiente urbano) paralelo ao patriarcalismo x progressismo (do ambiente rural).

## Enredos das narrativas

### "Vestida de preto"
Em flashback, Juca rememora as primeiras experiências amorosas na infância com a prima Maria, a emoção do primeiro beijo, as brincadeiras em que representavam um casal, etc. Tendo se tornado mau aluno na adolescência, a relação entre os dois esfria e Maria afasta-se. No entanto, o rapaz passa a se dedicar aos estudos, enquanto Maria ganha fama de namoradeira. A prima termina por casar-se com um diplomata rico e se muda para a Europa. A mãe da menina culpa o afastamento da filha ao fato de Juca nunca ter correspondido ao seu amor. A partir daí, Juca conclui que sempre amou a prima e que a buscava-a em amores inconstantes. Quando, porém, Maria retorna ao Brasil, o reencontro com Juca termina com uma conversa rápida e uma seca despedida, pois ele percebe que a prima lhe desperta "os institutos da perfeição".

### "O Ladrão"
Um bairro operário durante uma madrugada paulistana é acordado por gritos de pega-ladrão. Uma sucessão de pequenos episódios ocorrem, envolvendo policiais e moradores.

### "Primeiro de Maio"
Retrata o conflito de "Chapinha 35", um jovem operário da Estação da Luz, com o momento do Estado Novo. No 1 de Maio, Dia do Trabalhador no Brasil, o jovem decide faltar ao trabalho, experimentando emoções e reflexões que vão da felicidade ao desencanto vespertino. Deseja que "sua" data seja comemorada sem repressão e com liberdade democrática.

### "Atrás da catedral de Ruão"
Não sem alguma inspiração da decifração freudiana, a narrativa conta sobre os anseios sexuais obsessivos de Mademoiselle, uma professora de língua francesa, quarentona invicta e virgem, que procura dissimular seus impulsos carnais com uma dose de hipocrisia. Como dama de companhia de mocinhas ricas de pais separados, ouve de uma das meninas um ocorrido que presenciaram atrás da catedral francesa de Ruão, onde avistaram um homem com atitude suspeita. Mademoiselle sente temor e desejo pelo relato e, a partir dali, faz seus caminhos sempre passando por trás de toda catedral de São Paulo depois que sai do trabalho e se dirige ao hotel. Em uma das ocasiões, enquanto passa por trás da Igreja de Santa Cecília, sente-se perseguida por dois homens, que supostamente a atacam com violência. Trata-se, na verdade, apenas de uma impressão ou até de um delírio, pois eles sequer se aproximaram dela. Finalmente, ao chegar à frente de seu hotel, Mademoiselle os aguarda e lhes dá uma moeda, agradecendo a companhia.

### "O poço"
A serviço do fazendeiro Joaquim Prestes, dividido entre o autoritarismo e o progressismo, trabalhadores peões debaixo da chuva constroem um poço em um pesqueiro na beira do rio Mogi. Examinando o serviço, o fazendeiro deixa cair uma caneta no fundo do poço e ordena que os homens a busquem. Apesar da difícil e arriscada missão num dia frio, o fazendo exige o cumprimento da ordem. O trabalhador Albino, o mais magro, obedece, e seu irmão José preocupa-se com ele, já que a terra é mole e pode desmoronar na boca do poço. José impede o irmão de continuar as buscas, que são adiadas para um dia de tempo e clima melhores. Revoltado, o fazendeiro vai embora. A caneta é encontrada dois dias depois e entregue bem limpa. O proprietário, observando-a, repara alguns riscos. Com um palavrão, atira-a no lixo, dispondo de outra numa coleção que incluía algumas feitas de ouro.

### "Peru de Natal"
Uma das narrativas mais famosas do livro, em "Peru de Natal" Juca "exorciza" a figura do pai, "o puro-sangue dos desmancha-prazeres", homem que detestava festas, proporcionando à sua família um prazer que o velho falecido, "acolchoado no medíocre", sempre negara. A mãe viúva, a irmã mais velha e uma tia emocionam-se com o fato de Juca, durante o jantar, fazer questão de preparar os pratos das três antes do seu, contrariando um antigo costume familiar, em que o pai é quem recebia o prato primeiro. As lágrimas acabam por recordar o ausente. Juca, numa luta entre o peru e o morto, mente, afirmando que o pai preferiria a alegria. Com algum resultado, o rapaz parte, alegando que iria uma festa de amigos, mas a mãe, que recebe uma piscadela do garoto, sabe que ele vai a encontro da namorada Rose.

### "Frederico Paciência"
Trata-se da amizade dúbia, de conotação homossexual e contra as convenções impostos pela sociedade, entre Juca e Frederico Paciência. Este primeiro relata um episódio ocorrido em sua adolescência, em que seu melhor amigo, Frederico Paciência, compartilhava com ele a mesma parte do trajeto da escola para a casa. A ligação entre os dois se estreita, mas, enquanto a família de Frederico é rica, Juca sente certo embaraço diante da própria pobreza. A amizade dos dois desperta comentários entre os colegas. Um deles é agredido por Frederico e posteriormente por Juca. Para evitar falatório, gestos mais expansivos, como um beijo no rosto trocado entre eles são reservados para momentos mais discretos. No fim da adolescência, ambos conhecem o sexo e o interesse pelas mulheres. Juca começa o namoro com Rose. Com a morte do marido, a mãe de Frederico decide mudar-se para o Rio de Janeiro, e os amigos se separam. Trocam cartas, no início, mas logo são menos frequentes. Com a morte da mãe de Frederico, Juca pretende viajar ao Rio, mas sua família o impede, o que paradoxalmente o deixa intimamente feliz, porque não sabia ainda o que fazer com aquela amizade.

### "Nélson"
Um homem insólito sem nome entra num bar. Um grupo de rapazes passa a observar o estranho sujeito com curiosidade. Quatro relatos se acumulam na tentativa para decifrar a identidade e a história de vida de uma pessoa ilhada na sociedade.

### "Tempo de camisolinha"
Juca, novamente como personagem-narrador, evoca memórias da infância, especialmente o trauma do corte de seus longos cabelos cacheados. Guarda ainda um retrato com uma camisolinha infantil, que a mãe lhe colocava aos quatro anos de idade. A família costumava passar as férias na praia de Santos, litoral de São Paulo, em busca de um clima mais favorável para a saúde frágil do irmão mais velho e da mãe. Numa das viagens, Juca convive com operários que trabalham na construção de um canal e com pescadores. Um destes lhe entrega duas estrelas-do-mar, alegando que trariam boa sorte. Dias depois, vê um operário triste e lhe pergunta o motivo. O homem lhe revela ser vítima de "má sorte", e Juca corre até a casa, apanha a maior das estrelas-do-mar e entrega ao operário.

## Publicação e edições
Mário de Andrade morreu em 1945, deixando inacabado o projeto de reunir e reescrever uma série de textos particularmente especiais para ele, o que acontecerá cerca de dois anos depois com a publicação preparada por amigos de Contos Novos na importante Livraria Martins Editora.
Desde então, o livro tem sido publicado em muitas editoras ao longo das décadas.
O livro foi republicado em 2015 pela Nova Fronteira.